# پمبری
پمبری (به انگلیسی: Pembury) یک روستا، شهرک و محله مدنی در بریتانیا است که در Tunbridge Wells واقع شده‌است. پمبری ۶٬۱۲۸ نفر جمعیت دارد.